# Yonaguni (cavallo)

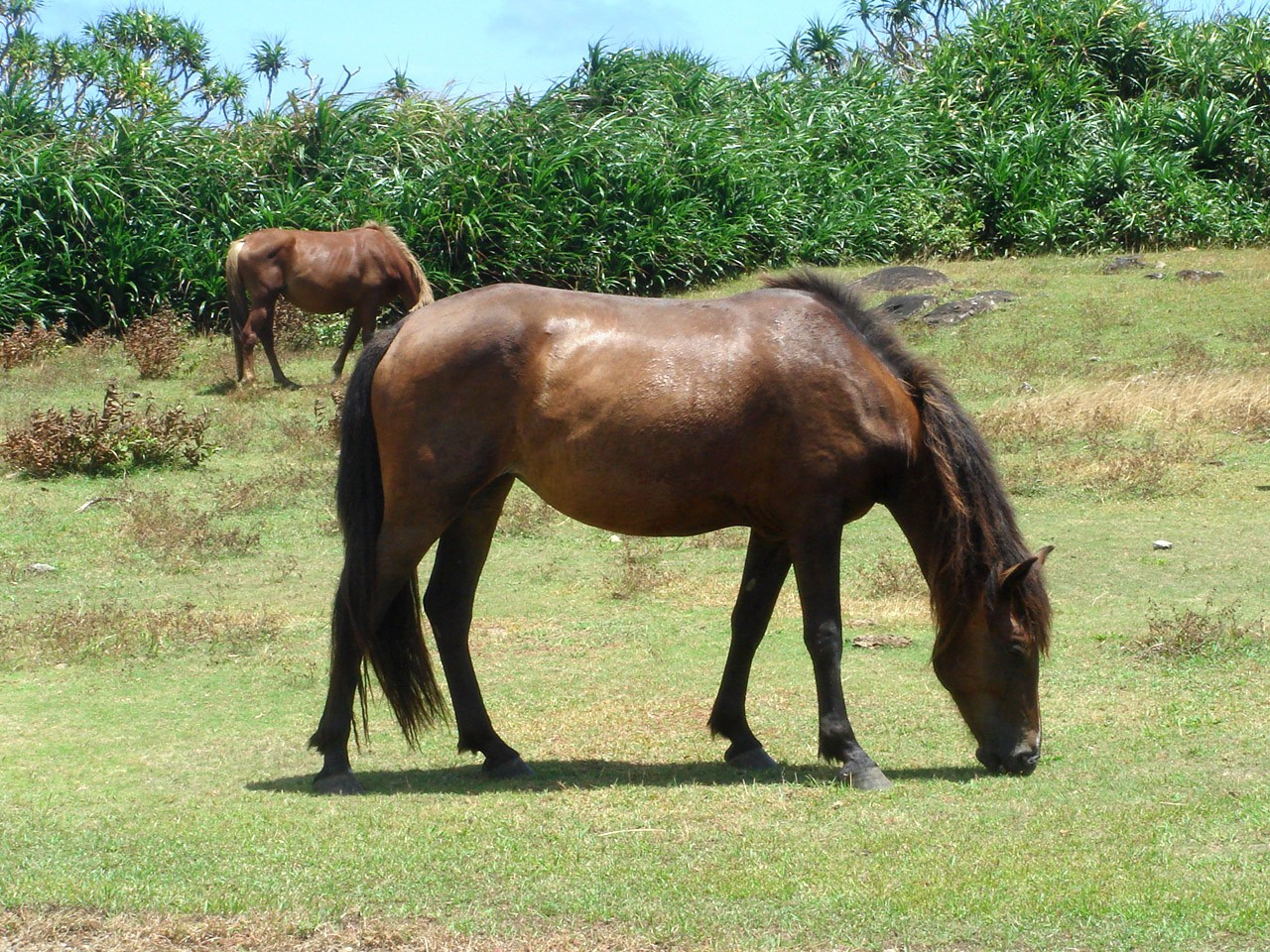
Un cavallo Yonaguni nell'isola di Yonaguni

Il Yonaguni o Yonaguni uma è una razza di cavalli nativa delle isole a sudovest del Giappone, specificamente l'isola Yonaguni. È un piccolo pony, alto tipicamente 11 spanne (115 cm). È inoltre molto raro, con soltanto 200 esemplari noti che vivono in Giappone. È una delle otto razze di cavallo native del Giappone.

## Fonti
- Yonagumi Uma, su wonder-okinawa.jp. URL consultato il 13 gennaio 2009 (archiviato dall'url originale il 10 luglio 2009).